# Cloreto de imidoíla
Um cloreto de imidoíla (abreviado na literatura como IMC, do inglês imidoyl chloride) é uma estrutura molecular orgânica clorada que pode ser entendida como uma imina (RR’C=NR’’) que recebeu uma cloração no átomo de carbono imediatamente ligado ao átomo de nitrogênio por ligação dupla, ou um hidrocarboneto clorado (um cloreto de alquila), que recebeu uma estrutura imina no carbono clorado.
O termo imidoíla é uma forma imprecisa para o radical carboximidoíla, RC(=NH)-.